# 멍크턴 콜리세움
멍크턴 콜리세움(영어:Moncton Coliseum, 프랑스어:Colisée de Moncton)는 캐나다 뉴브런즈윅주 멍크턴에 위치한 실내 경기장이다. 현재 NBL 캐나다 멍크턴 매직의 홈경기장으로 사용되고 있으면, 과거 AHL 뉴브런즈윅 호크스, 멍크턴 알파인즈, 멍크턴 골든 플레임스, 멍크턴 호크스, NBL 캐나다 멍크턴 미라클의 홈경기장으로 사용했다.

## 같이 보기
- 멍크턴